# Верстиг, Крис
Кристофер Ройс (Крис) Верстиг (англ. Kristopher Royce Versteeg; род. 13 мая 1986 года, Летбридж, Канада) — профессиональный канадский хоккеист. Обладатель Кубка Стэнли 2010 и 2015 годов в составе «Чикаго Блэкхокс».

## Карьера в НХЛ
Верстиг был выбран «Бостон Брюинз» на драфте НХЛ 2004 года в пятом раунде под общим 134-м номером. Четыре года провёл в ВХЛ (с 2002 по 2006 успел поиграть за «Летбридж Харрикейнз», «Камлупс Блэйзерс», «Ред Дир Ребелс»), в «Летбридж Харрикейнз» три сезона отыграл со своим будущим партнером по «Чикаго» Брентом Сибруком. Профессиональный дебют Верстига состоялся на финише сезона 2005-06, когда он сыграл за фарм-клуб «Бостона» «Провиденс Брюинз» 13 матчей в АХЛ.
3 февраля 2007 вместе с правом выбора на драфте был обменян в «Чикаго» на Брэндона Боченски. В результате, Крис продолжил играть в АХЛ, сначала за «Норфолк Эдмиралс», а потом за «Рокфорд Айсхогс». Его дебют в НХЛ состоялся в сезоне 2007-08, где он в 13 матчах набрал 4(2+2) очка.
Первым полным сезоном в составе «ястребов» стал сезон 2008-09. 1 января 2009 отметился заброшенной шайбой в Зимней Классике в матче с «Детройт Ред Уингз». По итогам сезона забросил 22 шайбы и набрал 53 очка, среди новичков результативней сыграл только Бобби Райан из «Анахайм Дакс». Номинантами на Колдер Трофи стали Верстиг, Райан и голкипер «Коламбус Блю Джекетс» Крис Мэйсон, который в итоге и победил.
В 2009 подписал контракт с «Чикаго» на три года. В плей-офф 2010 в 22 матчах набрал 14 очков и помог своей команде выиграть Кубок Стэнли в финальной серии с «Филадельфией Флайерз». Во время гравировки Кубка Стэнли его имя было нанесено с ошибкой (Kris Vertseeg вместо Kris Versteeg).
30 июня 2010 был обменян в «Торонто Мейпл Лифс» вместе с правами на проспекта Билла Свитта, взамен «ястребы» получили Виктора Стольберга, Криса Дидоменико и Филиппа Паради. 9 октября 2010 в матче с «Оттавой Сенаторз» оформил Хет-трик Горди Хоу — забросил Паскалю Леклеру, ассистировал Филу Кесселу и подрался с Майком Фишером. Набрав в 53 матчах 35 очков, 14 февраля 2011 был обменян в «Филадельфию» на право выбора в 1-м и 3-м раундах драфта. Своей новой команде, отметившись 11 результативными баллами в 27 играх, Крис помог выйти в плей-офф, где уже во 2-м раунде «Филадельфия» уступила 0-4 «Бостону», на счету Верстига 1 гол и 5 передач.
1 июля 2011 года обменян во «Флориду Пантерз» на право выбора во 2-м и 3-м раундах драфта. Его обмен произошёл за несколько часов до объявления «лётчиками» подписания контракта с Яромиром Ягром.
14 ноября 2013 вернулся в «Чикаго», куда вместе с Филиппом Лефевром был обменян на Джимми Хейза и Дилана Олсена.

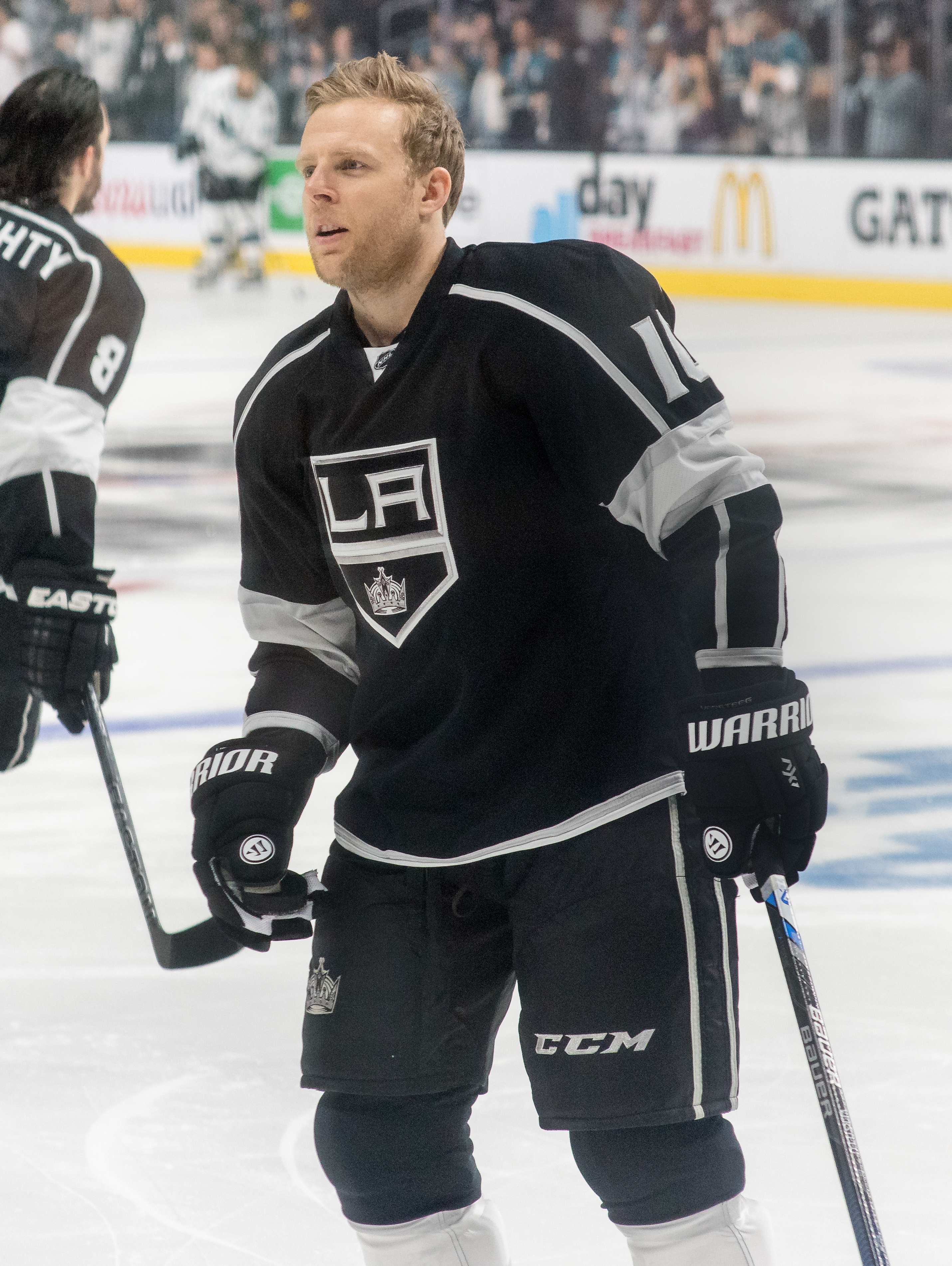
Верстиг в составе «Кингз»

11 сентября 2015 года был обменян в клуб «Каролина Харрикейнз». В сезоне 2015/16 набрал в «Харрикейнз» 33 очка (11+22) в 63 матчах НХЛ. По ходу сезона 28 февраля 2016 года был обменян в «Лос-Анджелес Кингз». В 14 матчах за «Кингз» в сезоне 2015/16 набрал 5 очков (4+1). В плей-офф в 5 матчах набрал 2 очка (1+1).
Перед сезоном 2016/17 Крис планировал перейти в швейцарский клуб «Берн», но не смог пройти медобследование. В итоге подписал однолетний контракт с клубом НХЛ «Калгари Флэймз» на сумму 900 000 долларов США, в составе которого набрал 37 очков (15+22) в 69 матчах регулярного чемпионата. Успешно действовал в большинстве, забросив 8 шайб. После удачного сезона подписал новый однолетний контракт с «Флэймз» на сумму 1,75 млн долларов. В ноябре 2017 года получил травму бедра и в начале декабря перенёс операцию. В сезоне 2017/18 сыграл всего 24 матча, в которых набрал 8 очков.
Всего в НХЛ за карьеру провёл 643 матча и набрал 358 очков (149+209). В плей-офф на счету Криса 48 очков (18+30) в 93 матчах.
1 сентября 2018 года подписал контракт с российским клубом «Авангард» из Омска, выступающим в КХЛ. По словам Криса перед переездом в Россию советовался со своим другом и земляком Робом Клинкхаммером. 10 сентября Верстиг сыграл свой первый матч в КХЛ против «Нефтехимика». 20 сентября забросил первые шайбы, дважды отличившись в игре против «Сибири» в гостях.
В конце октября 2018 года стало известно, что Верстиг покинет «Авангард» по семейным обстоятельствам

## Личная жизнь
Младший брат Митч (род. 3 ноября 1988) также играет в хоккей на позиции защитника. Митч никогда не выступал в НХЛ, по состоянию на 2018 год играл за японский клуб «Никко Айс Бакс».
Верстиг славится тем, что любит петь, так, он исполнил песню Ферги Glamorous на Mouthpiece Sports, а затем пел песню LMFAO "Yes" на параде победы «Чикаго». Также записал композицию Канье Уэста и Эстель "American Boy" для видеоклипа на Blackhawks TV.
На правой руке у Верстига есть татуировка с цифрами 06 • 09 • 10, что означает дату выигрыша Кубка Стэнли.
2 июня 2015 года у Криса и его жены Бриттани родился сын Джексон Джеймс Верстиг.

## Статистика

### Клубная
| 2002–03   | Летбридж Харрикейнз | WHL       | 57  | 8   | 10  | 18  | 32  | —  | —  | —  | —  | —  |
| 2003–04   | Летбридж Харрикейнз | WHL       | 68  | 16  | 33  | 49  | 85  | —  | —  | —  | —  | —  |
| 2004–05   | Летбридж Харрикейнз | WHL       | 68  | 22  | 30  | 52  | 68  | 5  | 0  | 1  | 1  | 4  |
| 2005–06   | Камлупс Блэйзерс    | WHL       | 14  | 6   | 6   | 12  | 24  | —  | —  | —  | —  | —  |
| 2005–06   | Ред Дир Ребелс      | WHL       | 57  | 10  | 26  | 36  | 103 | —  | —  | —  | —  | —  |
| 2005–06   | Провиденс Брюинз    | AHL       | 13  | 2   | 4   | 6   | 13  | 3  | 0  | 0  | 0  | 6  |
| 2006–07   | Провиденс Брюинз    | AHL       | 43  | 22  | 27  | 49  | 19  | —  | —  | —  | —  | —  |
| 2006–07   | Норфолк Эдмиралс    | AHL       | 27  | 4   | 19  | 23  | 20  | 2  | 0  | 0  | 0  | 2  |
| 2007–08   | Рокфорд Айсхогс     | AHL       | 56  | 18  | 31  | 49  | 174 | 12 | 6  | 5  | 11 | 6  |
| 2007–08   | Чикаго Блэкхокс     | NHL       | 13  | 2   | 2   | 4   | 6   | —  | —  | —  | —  | —  |
| 2008–09   | Чикаго Блэкхокс     | NHL       | 78  | 22  | 31  | 53  | 55  | 17 | 4  | 8  | 12 | 22 |
| 2009–10   | Чикаго Блэкхокс     | NHL       | 79  | 20  | 24  | 44  | 35  | 22 | 6  | 8  | 14 | 14 |
| 2010–11   | Торонто Мейпл Лифс  | NHL       | 53  | 14  | 21  | 35  | 29  | —  | —  | —  | —  | —  |
| 2010–11   | Филадельфия Флайерз | NHL       | 27  | 7   | 4   | 11  | 24  | 11 | 1  | 5  | 6  | 12 |
| 2011–12   | Флорида Пантерз     | NHL       | 71  | 23  | 31  | 54  | 49  | 7  | 3  | 2  | 5  | 8  |
| 2012–13   | Флорида Пантерз     | NHL       | 10  | 2   | 2   | 4   | 8   | —  | —  | —  | —  | —  |
| 2013–14   | Флорида Пантерз     | NHL       | 18  | 2   | 5   | 7   | 9   | —  | —  | —  | —  | —  |
| 2013–14   | Чикаго Блэкхокс     | NHL       | 63  | 10  | 19  | 29  | 27  | 15 | 1  | 2  | 3  | 4  |
| 2014–15   | Чикаго Блэкхокс     | NHL       | 61  | 14  | 20  | 34  | 35  | 12 | 1  | 1  | 2  | 6  |
| 2015–16   | Каролина Харрикейнз | NHL       | 63  | 11  | 22  | 33  | 36  | —  | —  | —  | —  | —  |
| 2015–16   | Лос-Анджелес Кингз  | NHL       |     |     |     |     |     |    |    |    |    |    |
| NHL всего | NHL всего           | NHL всего | 536 | 127 | 181 | 308 | 313 | 72 | 15 | 25 | 40 | 60 |

### Международная
| Год   | Команда | Турнир      | Результат |   | И | Г | П | О | ШВ |
| ----- | ------- | ----------- | --------- | - | - | - | - | - | -- |
| 2004  | Канада  | (до 18 лет) | 4         | 7 | 0 | 2 | 2 | 4 |    |
| Всего | Всего   | Всего       | Всего     | 7 | 0 | 2 | 2 | 4 |    |

## Награды и достижения
- Кубок Стэнли: 2010, 2015